# Kokšenga
Kokšenga (rusky Кокшенга) je řeka ve Vologdské a v Archangelské oblasti v Rusku. Je 251 km dlouhá. Povodí má rozlohu 5670 km².

## Průběh toku
Vzniká soutokem řek Ileza a Pečeňga u vesnice Věrchněkokšengský Pogost a teče nejprve na jihozápad. U vesnice Tarnogskij Gorodok se prudce stáčí na severozápad a během této zákruty přijímá tři velké přítoky (Tarnoga, Šebeňga, Ufťuga) a rozšiřuje se na 50 až 60 m. Na středním toku teče pomalu a vytváří mnohé tůně a mrtvá ramena. Břehy jsou částečně pokryté smíšeným lesem. Na dolním toku řeka zrychluje a protéká mírnými peřejemi. Krajina je v těch místech neobydlená a břehy lesnaté. Ústí zleva do řeky Usťja (povodí Severní Dviny nedaleko místa, kde ta ústí do Vagy.

## Vodní stav
Zdrojem vody jsou převážně sněhové srážky. Průměrný roční průtok vody ve vzdálenosti 106 km od ústí u vesnice Moisejevskaja činí přibližně 35 m³/s. Zamrzá v říjnu až v listopadu a rozmrzá v dubnu.

## Využití
Je splavná pro vodáky.